# Fondo fiduciario per la sanità del Bhutan
Il Fondo fiduciario per la sanità del Bhutan (Bhutan Health Trust Fund, BHTF) è un'organizzazione che persegue il benessere fisico e spirituale del popolo del Bhutan in un contesto ambientale sicuro e senza pericoli.
Il fondo fiduciario è stato costituito nel 1997 ed è stato formalmente presentato nella sede dell'Organizzazione Mondiale della Sanità a Ginevra il 12 maggio 1998 alla presenza di rappresentanti di 35 organizzazioni, incluse l'Organizzazione Mondiale della Sanità, l'UNICEF, il Fondo delle Nazioni Unite per la Popolazione (UNFPA) e l'Associazione Helvetas per la cooperazione fra la Svizzera e il Bhutan. La dotazione iniziale è stata di 24 milioni di dollari USA.
Nel settore della sanità, obiettivo del governo bhutanese è aumentare l'accessibilità e la qualità dei servizi di assistenza sanitaria primaria a fronte dell'aumento dei costi e dei bisogni. Nel 9º Piano quinquennale il governo ha destinato il 25% del bilancio nazionale al settore sociale (quota che include un 10% destinato alla sanità), e per assicurare la massima accessibilità ha cercato di sviluppare l'infrastruttura di assistenza sanitaria primaria. Questa raggiunge quasi tutti i villaggi attraverso una rete di 29 ospedali (uno per distretto), 172 Unità sanitarie di base (BHUs) con 440 ambulatori. I servizi sanitari di base coprono ora circa il 90% della popolazione. Il fondo fiduciario dovrebbe garantire il finanziamento dei bisogni primari e la disponibilità di materiali mancanti come i vaccini, i farmaci essenziali, le siringhe e gli aghi e genererebbe una rendita sufficiente per affrontare i costi di queste componenti critiche del servizio sanitario del Bhutan. Attualmente il costo dei vaccini e dei farmaci è pari al 50% della spesa sanitaria.
La mentalità alla base delle scelte considera che la crescita economica è vista non come un fine ma come un mezzo per rafforzare le capacità fisiche ed intellettuali dei cittadini per metterli in grado di forgiare il proprio destino. Questo approccio è stato definito dal Re come il perseguimento della Felicità Nazionale Lorda).
Nel 1998, anno dedicato dall'Organizzazione mondiale della sanità all'attività fisica, l'allora Ministro della Sanità Lyonpo Sangay Ngedup  ha intrapreso con alcuni suoi collaboratori una marcia di 600 chilometri (da Trashigang alla capitale Thimphu), chiamata Move for Health Walk attraverso tutto il Bhutan per pubblicizzare il fondo fiduciario e per raccogliere risorse.